# František Kotek
František J. Kotek, křtěný František Josef (21. srpna 1855 Krnsko – 18. dubna 1925 Praha-Podolí) byl český stavitel a architekt působící v Plzni, Rokycanech a okolí.

## Život
Narodil se v Krnsku u Mladé Boleslavi do rodiny c. k. poštmistra Josefa Kotka (1829–1906) a jeho ženy Marie (1835–1924). Vystudoval stavitelství, přibližně od roku 1890 pak působil a podnikal v Plzni. Za svou kariéru zde vybudoval celou řadu rozsáhlých a reprezentativních staveb.

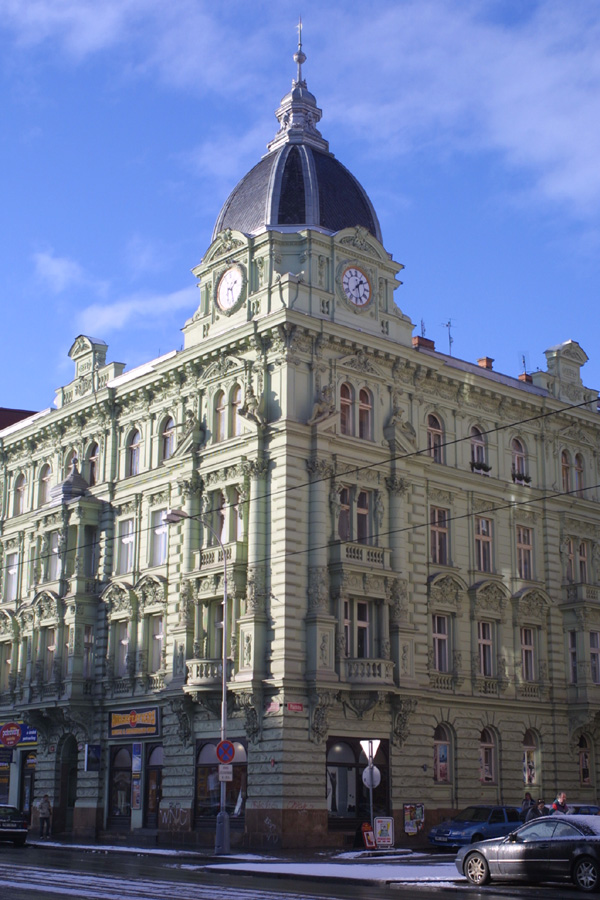
Dům na Klatovské tř. 20 v Plzni podle projektu F. Kotka

Zemřel roku 1925 a byl pochován v rodinné hrobce spolu se svými rodiči a bratrem Ladislavem na hřbitově u kostela svatého Jiří v Krnsku. Hrobku zdobí kovová plastika s podobiznou Josefa Kotka.

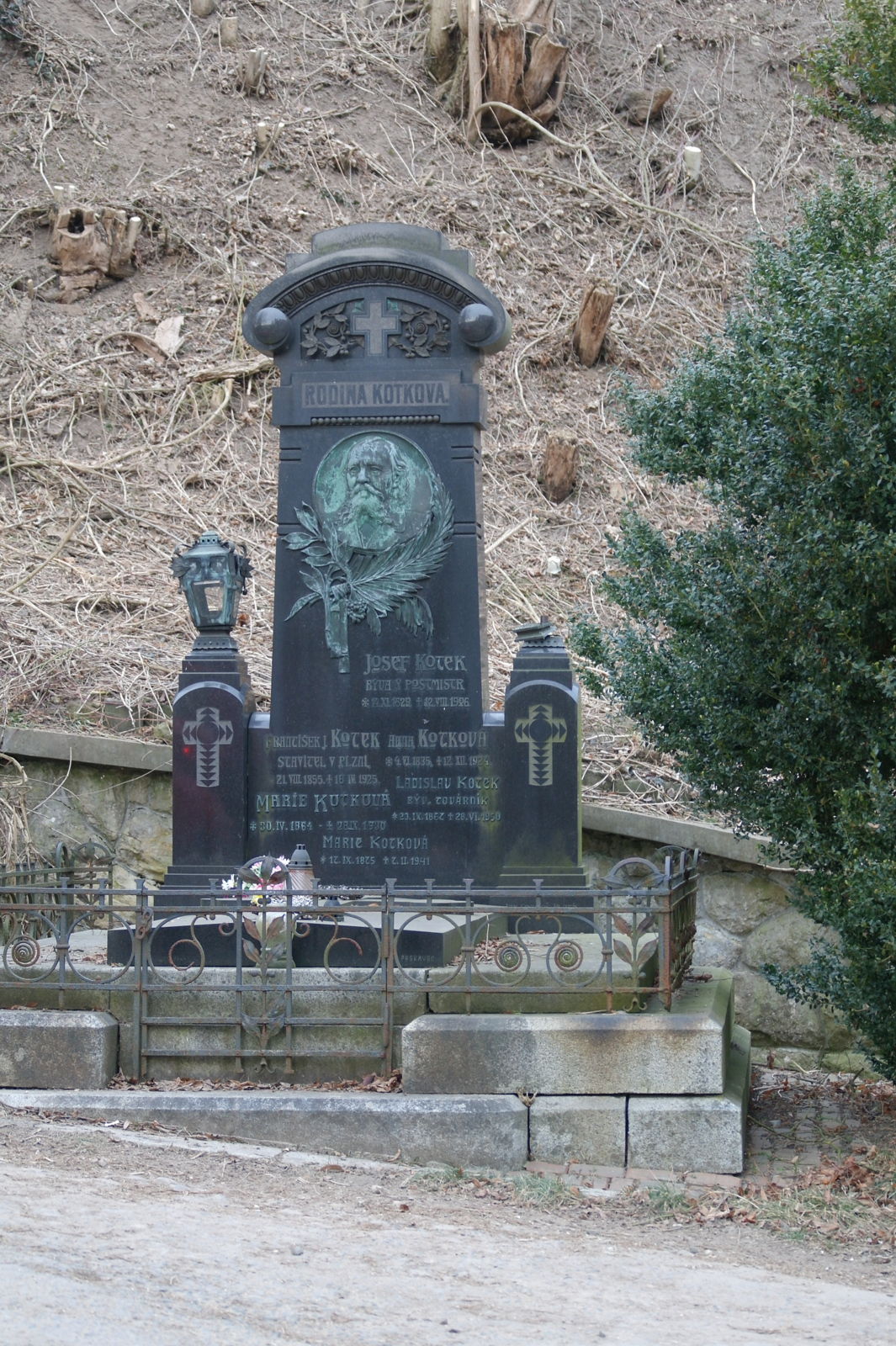
Hrobka rodiny Kotkovy na hřbitově u kostela svatého Jiří v Krnsku

## Dílo
- projekt a stavba Hirschovy vily v Rokycanech[4] (1892)
- projekt a stavba nárožního domu s věžičkou a hodinami na Klatovské tř. 20 v Plzni (1894)
- projekt Staré kasárny v Rokycanech (1899)
- stavba Měšťanské besedy v Plzni (1901) (dle návrhu Aloise Čenského)
- projekt domu na náměstí Republiky č. 30 v Plzni
- stavba secesního domu v Bezručově ul. č. 20 v Plzni (1904)
- plán přestavby domů v Kopeckého sadech č. 5 a č. 7 pro Občanskou záložnu v Plzni (1907)